# 尤西比奧·金特羅·洛佩斯
尤西比奧·金特羅·洛佩斯（西班牙語：Eusebio Quintero López，1910年3月6日—2023年7月16日）是一名哥倫比亞超級人瑞，享嵩壽113歲132天。他曾是僅次於胡安·比森特·佩雷斯·莫拉世上第二年長男性。其年齡已獲老人學研究組織管理層成立的LongeviQuest認證，但老人學研究組織尚在核實其年齡。

## 生平
洛佩斯於1910年3月6日生於哥倫比亞考卡山谷省比赫斯，他居住於該地直至逝世。儘管他聲稱自己生於1910年3月15日，但研究組織都認為他生於3月6日。由於他的母親在生下他時仍未結婚，故他兩個姓皆來自母親。他在長大後成為鐵匠，於1935年與梅莉達·巴爾科（Melida Barco）結婚，二人育有六名子女。梅莉達於1962年身故。
洛佩斯於100歲時為了慶祝其誕辰，曾於比赫斯騎馬繞城一圈。他於106歲時與時年71歲的女兒同居，於110歲時共有13個孫子、12名曾孫和8位玄孫。在成為哥倫比亞在世最年長者之時，他仍然十分清醒，且無須使用助步器亦能獨立行走。
2023年7月16日，尤西比奧·金特羅·洛佩斯去世，享嵩壽113歲132天。他於去世時曾是史上第15長壽的男性。在他過世後，比他晚約一個月出生的埃夫拉因·安東尼奧·里奧斯·加西亞成為哥倫比亞在世最年長者及僅次於胡安·比森特·佩雷斯·莫拉在世第二年長男性。里奧斯於一個月後亦取替他成為哥倫比亞史上最長壽男性。

## 長壽記錄
2020年3月6日，尤西比奧·金特羅·洛佩斯慶祝110歲生日，成為超級人瑞。
2021年6月17日，尤西比奧·金特羅·洛佩斯以111歲103天超越丹尼爾·古茲曼·加西亞（Daniel Guzman Garcia，1897年—2008年），成為哥倫比亞史上最長壽男性。
2022年7月30日，索非亞·羅哈斯去世，尤西比奧·金特羅·洛佩斯以112歲146天之齡成為哥倫比亞在世最年長者。
2023年6月20日，老年學研究組織宣佈其正在處理洛佩斯的驗證申請，但直至去世前仍未獲認證。